# Challenger de Nottingham 2025
El torneo Lexus Nottingham Challenger 2025 fue un torneo de tenis perteneció al ATP Challenger Tour 2025 en la categoría Challenger 75. Se trató de la 2ª edición; el torneo tuvo lugar en la ciudad de Nottingham (Reino Unido), desde el 6 hasta el 12 de enero de 2025 sobre pista dura bajo techo de tierra batida al aire libre.

## Jugadores participantes del cuadro de individuales
| Preclasificado | País                      | Jugador           | Rank1 | Posición en el torneo |
| 1              | Bandera de Jordania       | Abdullah Shelbayh | 250   | Primera ronda         |
| 2              | Bandera de Lituania       | Edas Butvilas     | 252   | Primera ronda         |
| 3              | Bandera del Reino Unido   | Jay Clarke        | 264   | Primera ronda         |
| 4              | Bandera de Estados Unidos | Aidan Mayo        | 271   | Primera ronda         |
| 5              | Bandera de Croacia        | Dino Prižmić      | 292   | Segunda ronda         |
| 6              | Bandera de Croacia        | Mili Poljičak     | 295   | Primera ronda         |
| 7              | Bandera de Bélgica        | Michael Geerts    | 298   | Primera ronda         |
| 8              | Bandera de Luxemburgo     | Chris Rodesch     | 300   | Cuartos de final      |

- 1 Se ha tomado en cuenta el ranking del 30 de diciembre de 2024.

### Otros participantes
Los siguientes jugadores recibieron una invitación (wild card), por lo tanto ingresan directamente al cuadro principal (WC):
- Anton Matusevich
- Ryan Peniston
- Henry Searle

Los siguientes jugadores ingresan al cuadro principal tras disputar el cuadro clasificatorio (Q):
- Raúl Brancaccio
- Nicolai Budkov Kjær
- Alexis Gautier
- Tristan Lamasine
- Lukáš Pokorný
- Patrick Zahraj

## Campeones

### Individual Masculino
- Viktor Durasovic derrotó en la final a  Henry Searle por 7–6(6), 3–6, 6–1

### Dobles Masculino
- Jonáš Forejtek /  Michael Vrbenský derrotaron en la final a  Jiří Barnat /  Filip Duda por 7–6(5), 7–6(5)